# Ewellix
Ewellix (vormals SKF Motion Technologies) ist ein Unternehmen für Lineartechnik-Lösungen mit neun Fertigungszentren in Europa, Nordamerika und Asien und weltweit 16 Vertriebsstandorten. Es hat nach eigenen Angaben 1400 Beschäftigte. Der Hauptsitz befindet sich in Göteborg. Ewellix gehört seit 2022 zur Schaeffler-Gruppe.

## Geschichte und Standorte
Nach 50 Jahren innerhalb des SKF-Konzerns verkaufte SKF die Lineartechniksparte SKF Motion Technologies im Dezember 2018 an Triton Partners. Der Kaufpreis betrug 2,75 Mrd. SEK. Am 1. August 2018 unterschrieb Triton dafür eine Kaufvereinbarung. Am 7. Oktober 2019 wurde SKF Motion Technologies in Ewellix umbenannt. Im Juli 2022 wurde das Unternehmen von der Schaeffler-Gruppe übernommen. Der Kaufpreis betrug rund 582 Millionen Euro, hinzu kommen die von Schaeffler zu übernehmende Nettoverschuldung von rund 120 Millionen Euro sowie Transaktionskosten.
Ewellix hat Produktionsstandorte in Göteborg, Schweinfurt, Meckesheim, Chambery, Beaufort, Liestal, Detroit, Taipeh und Pinghu. Vertriebsstandorte befinden sich in Toronto, Philadelphia, Göteborg, Schweinfurt, Milton Keynes, Utrecht, Guyancourt, Turin, Liestal, Steyr, Budapest, Bangalore, Taipeh, Shanghai und Seoul.

## Produkte
- Hub- und Verstellsysteme
- Hochleistungs-Aktuatoren
- Teleskopsäulen
- Kugel- und Rollengewindetriebe
- Linearführungen
- Linearsysteme[6]

## Anwendungsbereiche
In der Medizintechnik stellt das Unternehmen Bildgebungssysteme, Laborautomationsgeräte, OP-Systeme, Lebenserhaltungssysteme, Dentalgeräte, Ophthalmologische Geräte, Fitness- und Reha-Geräte und Behandlungseinheiten bereit. Ewellix bietet Anwendungen in den Bereichen Fügetechnik, Halbleiterherstellung, Verpackungstechnik, Pick-and-Place-Anwendungen, Additive Fertigung und Prüfgeräte an. Das Unternehmen fertigt für die Automobilindustrie in den Bereichen Fügetechnik, Metallumformung und Fördertechnik.
Produkte des Unternehmens finden außerdem Anwendung in Landmaschinen, Baumaschinen, Hubarbeitsbühnen, LKW, Bus und Bahn und in Sonderfahrzeugen. Zu den Produkten gehören auch Lösungen in den Bereichen Landwirtschaft, Bauwesen, Küchengeräte, tragbare Elektrowerkzeuge und Simulatoren für die Unterhaltungs- und Bewegungstechnik. Das Unternehmen bietet ebenfalls Anwendungen im Fachgebiet der Formgebung von Kunststoffen und der Metallumformung an.